# Хералд Джеймс
Хералд Джеймс е военнослужещ от армията на САЩ по време на Втората световна война, сержант. Участник в Съпротивителното движение в България. Партизанин от Втора средногорска бригада „Васил Левски“.
Хералд Джеймс е роден в Чикаго, САЩ. В началото на Втората световна война е студент по инженерни науки. Мобилизиран в армията на САЩ. Служи на самолет Б-17 „Либърейтър“ като картечар. На 15 юни 1944 г. със самолета излита от военното летище на гр. Бари, (Италия) и участва в поредната бомбардировка на нефтената рафинерия в гр. Плоещ, (Румъния). Машината е повредена от германската противовъздушна отбрана. На връщане губи височина и се разбива, а Хералд Джеймс успява да скочи с парашут. Приземява се в землището на с. Сърнегор, Пловдивско.
Няколко дена се укрива и след предателство е арестуван от полицията в с. Сърнегор. Едновременно селото е нападнато от партизанско подразделение с командир Запрян Фазлов (Леваневски). Хералд Джеймс е освободен и по свое желане се присъединява към партизаните от Втора средногорска бригада „Васил Левски“. Декларира участието си в Съпротивителното движение в България чрез публикувано в партизанския вестник „Народен глас“ – „Отворено писмо“
Хералд Джеймс говори френски език и започва да учи български език. Води си походен дневник. Въоръжен е с руска трилинейна пушка. По съображения за сигурност е местен в различни подразделения на Втора средногорска бригада „Васил Левски“. Понася стоически партизанските трудности.
На 9 септември 1944 г. с бригадата влиза в Пловдив. Предаден е на американски офицери от Съюзната контролна комисия в София, след което се завръща в родината си.